# Refleks - redder liv
|  | Denne artikel er oprettet af botten Steenthbot ud fra en ekstern database. Den kan derfor have sproglige fejl eller mangler. Denne skabelon kan fjernes efter kontrol af indholdet. |

Refleks - redder liv er en dansk dokumentarfilm fra 1974 instrueret af Werner Hedman og efter manuskript af Werner Hedman og Børge Mariager.

## Handling
En film om refleksbrikkernes betydning for fodgængernes sikkerhed.

## Medvirkende
- Steen Bostrup